# Selkäsaari (ö i Toivakka, Leppävesi)
Selkäsaari är en ö i Finland. Den ligger i sjön Leppävesi och i kommunen Toivakka i den ekonomiska regionen  Jyväskylä  och landskapet Mellersta Finland, i den södra delen av landet, 220 km norr om huvudstaden Helsingfors. Öns area är 0,4 hektar och dess största längd är 120 meter i sydöst-nordvästlig riktning.  Ön ligger i kommunen Toivakka i södra delen av sjön Leppävesi.